# Taxe spécifique pour la Chambre nationale de la batellerie artisanale
Lire en ligne

Lire sur Légifrance

La taxe spécifique pour la Chambre nationale de la batellerie artisanale (dite taxe CNBA ou taxe péniche) était une taxe affectée française à la Chambre nationale de la batellerie artisanale (CNBA), établissement public à caractère administratif chargé de la représentation et de la défense de la batellerie artisanale. La loi de Finances pour 2019 a supprimé la Chambre nationale de la batellerie artisanale et en conséquence la disparition de la taxe qui finançait son fonctionnement et son action.

## Historique
Créée en 1984 par l'article 93 de la Loi de finances pour 1985, la taxe est dorénavant régie par l'article L4432-3 du Code des transports.

## Caractéristiques

### Redevables
La taxe frappe toutes les entreprises inscrites au registre de la batellerie artisanale, c'est-à-dire les exploitants de péniches indépendants. La taxe est égale à 0,105 centime d'euro par tonne kilométrique de marchandises transportées sur les voies navigables situées sur le territoire français, à l'exception des voies navigables à statut international.
La taxe est récoltée par Voies navigables de France (VNF) lors des transports de marchandise puis reversé par cette dernière à la  exploitants de péniches indépendants.

### Bénéficiaires
Le produit de la taxe sert à financer les activités de la Chambre nationale de la batellerie artisanale. Le produit est d'un million d'euro en 2012. 
L'Inspection générale des finances (IGF) liste la taxe dans les 192 taxes à faible rendement. L'IGF suggère de supprimer la taxe est de la remplacer par une contribution volontaire des acteurs économiques
Dans son référé publié en 2018, la Cour des comptes souligne que le produit de la taxe apparaît disproportionné par rapport aux actions de la CNBA. En 2015, la CNBA a perçu environ 1,05 M€ de « taxe CNBA » et a versé en contrepartie environ 90 000 € d'aides à caractère économique ou social aux artisans bateliers adhérents, attribué près de 112 000 € d'indemnités journalières de fonctions à ses administrateurs et mis en réserve un
résultat représentant 40 % de ses recettes de fonctionnement. 80 à 90%  des ressources annuelles de la CNBA sont affectées aux charges de personnels, aux indemnités des administrateurs, ainsi qu'aux charges de structure. Enfin ses réserves s'élèvent à 4,5 M€, ce qui représente plus de quatre années de perception de la taxe. Didier Migaud recommande de supprimer la CNBA et la taxe afférente.
Elle est effectivement supprimée par la loi de Finances pour 2019.